# Melay (Alt Marne)
Melay és un municipi francès situat al departament de l'Alt Marne i a la regió del Gran Est. L'any 2007 tenia 298 habitants.

## Demografia

### Població
El 2007 la població de fet de Melay era de 298 persones. Hi havia 138 famílies de les quals 57 eren unipersonals (8 homes vivint sols i 49 dones vivint soles), 49 parelles sense fills, 28 parelles amb fills i 4 famílies monoparentals amb fills.
La població ha evolucionat segons el següent gràfic:
Habitants censats

### Habitatges
El 2007 hi havia 259 habitatges, 143 eren l'habitatge principal de la família, 66 eren segones residències i 50 estaven desocupats. Tots els 258 habitatges eren cases. Dels 143 habitatges principals, 131 estaven ocupats pels seus propietaris, 7 estaven llogats i ocupats pels llogaters i 5 estaven cedits a títol gratuït; 2 tenien una cambra, 5 en tenien dues, 37 en tenien tres, 49 en tenien quatre i 51 en tenien cinc o més. 53 habitatges disposaven pel capbaix d'una plaça de pàrquing. A 69 habitatges hi havia un automòbil i a 34 n'hi havia dos o més.

### Piràmide de població
La piràmide de població per edats i sexe el 2009 era:
| Homes | Edats   | Dones |
| ----- | ------- | ----- |
| 0     | 95 o +  | 0     |
| 0     | 90 a 94 | 4     |
| 4     | 85 a 89 | 12    |
| 0     | 80 a 84 | 4     |
| 0     | 75 a 79 | 8     |
| 16    | 70 a 74 | 4     |
| 0     | 65 a 69 | 12    |
| 16    | 60 a 64 | 16    |
| 12    | 55 a 59 | 12    |
| 4     | 50 a 54 | 12    |
| 12    | 45 a 49 | 16    |
| 4     | 40 a 44 | 8     |
| 8     | 35 a 39 | 0     |
| 12    | 30 a 34 | 4     |
| 4     | 25 a 29 | 4     |
| 4     | 20 a 24 | 12    |
| 8     | 15 a 19 | 8     |
| 0     | 10 a 14 | 4     |
| 0     | 5 a 9   | 12    |
| 0     | 0 a 4   | 4     |

## Economia
El 2007 la població en edat de treballar era de 159 persones, 90 eren actives i 69 eren inactives. De les 90 persones actives 68 estaven ocupades (46 homes i 22 dones) i 22 estaven aturades (13 homes i 9 dones). De les 69 persones inactives 34 estaven jubilades, 8 estaven estudiant i 27 estaven classificades com a «altres inactius».

### Ingressos
El 2009 a Melay hi havia 136 unitats fiscals que integraven 292 persones, la mediana anual d'ingressos fiscals per persona era de 13.294 €.

### Activitats econòmiques
Dels 4 establiments que hi havia el 2007, 2 eren d'empreses de construcció, 1 d'una empresa de comerç i reparació d'automòbils i 1 d'una empresa de transport.
L'any 2000 a Melay hi havia 7 explotacions agrícoles que ocupaven un total de 560 hectàrees.

## Poblacions més properes
El següent diagrama mostra les poblacions més properes.